# Trenkle
Trenkle ist ein deutscher Familienname.

## Etymologie
Vermutlich wird der Familienname auf Johann Trenk zurückgeführt. Johann Trenk zog es in den Süden Deutschlands. Dort erwarb er 59305,3 Quadratruten, dies entspricht ca. 150 Hektar. Durch sein Reichtum erhielt Trenk den Spitznamen „Trenkle“. 
Die Familie Johanns, entstammte dem ostpreußischen Adelsgeschlecht Trenck. Aus diesem ging der spätere Familienname Trenk hervor.

## Verbreitung
Der Familiennamen Trenkle ist heute am häufigsten in den USA und in Deutschland vertreten. Einzelne Namensträger sind auch in Schweden ansässig. 

## Namensträger
- Amalia Trenkle (1795–1857), deutsche Zisterzienserin und Äbtissin
- Bernhard Trenkle, deutscher Psychotherapeut und Buchautor
- Franz Xaver Trenkle (1899–1946), deutscher SS-Hauptscharführer
- Fritz Trenkle (1920–1996), deutscher Funktechniker und Buchautor
- Johann Baptist Trenkle (1826–1891), badischer Archivar und Historiker
- Meinrad Trenkle (1936–2007), deutscher Theaterautor, Regisseur und Krippenbauer
- Norbert Trenkle (* 1959), deutscher Autor
- Rudolf Trenkle (1881–1968), bayerischer Oberregierungsrat und Leiter des Obstbauinstitutes Weihenstephan